# オンコール (ドラマ)
『オンコール』（On Call）は、2025年1月9日にPrime Videoで公開されたティム・ウォルシュおよびエリオット・ウルフ製作によるアメリカ合衆国のポリスプロシーデュラルの連続ドラマのTVシリーズ。当初はIMDb TVとされていたこのシリーズの8エピソードは2023年4月に正式に発注された。このシリーズは、ディック・ウルフとしては初めての30分形式で製作されたドラマであり、実時間は各話24分となっている。

## 設定
このシリーズは、ロングビーチ警察署のベテラン訓練警官、トレイシー・ハーモンと、ハーモンの新人パートナーであるアレックス・ディアスが、同僚警官の死による余波を乗り越えながら、カリフォルニア州ロングビーチの路上で緊急通報に応じる様子を追う。

## 登場人物と配役

### メイン
- トレイシー・ハーモン巡査
  - トローヤン・ベリサリオ（渡辺明乃）
- アレックス・ディアス巡査
  - ブランドン・ララクエンテ（英語版）（霧生晃司）

### リカーリング
- ラスマン巡査部長
  - エリク・ラ・サル（平林剛）
- ビショップ警部補
  - ロリ・ロックリン（今泉葉子）
- タイソン・コヤマ刑事警部補（コイ）
  - リッチ・ティン（小松史法）
- スモーキー
  - ロボ・セバスチャン[1]（広瀬彰勇）

### ゲスト
- マリア・デルガド巡査
  - モニカ・レイマンド[2]

## 製作
このシリーズは2021年5月にIMDb TV（現在のAmazon Freevee）によって、ディック・ウルフが製作総指揮をつとめ、ディジタル企業のATTN:によってプロデュースされることが発表された。番組の制作はウルフ・エンターテイメントとユニバーサル・テレビジョンが担当となった。このシリーズはディック・ウルフにとって初めてのストリーミング配信番組の受注となった。翌月、ベン・ワトキンスがエリオット・ウルフとともに製作総指揮をつとめつつショーランナーの任につくことが発表された。2023年4月、トローヤン・ベリサリオとブランドン・ララクエンテが主役を務めることが発表された。同月、エピソード1、2、5、6を演出したエリク・ラ・サルがピーター・ジャンコウスキーとともに製作総指揮に加わることが発表された。2024年10月、エリク・ラ・サル、ロリ・ロックリンおよびリッチ・ティンが出演することが発表された。さらに、このシリーズがAmazon Freevee から Amazon Prime Video に移され、各話30分の全8話の発注が行われたことが発表された。
シリーズの制作は、2023年5月に全米脚本家組合のストライキによって中断された。

## エピソード
| 通算 話数 | タイトル                                   | 監督             | 脚本                                   | 放送日       |
| --- | ------------------------------------------ | ---------------- | -------------------------------------- | ------------ |
| 1 | "パイロット" "Pilot"                       | エリク・ラ・サル | ティム・ウォルシュ、エリオット・ウルフ | 2025年1月9日 |
| ロングビーチで、マリア・デルガド巡査が交通違反の取り締まり中に銃撃される。車はその場から逃走し、デルガドは路上で命を落とす。新人警官のホルトとアレックス・ディアスは、巡回警官としての初日を迎える。ディアスはトレイシー・ハーモン巡査とペアを組むことになる。ビショップ警部補は、ハーモン、ディアス、ホルト、ラスマン巡査部長、および他の警官たちに、エディ・ワトソンがデルガドを銃撃した容疑者として特定され、フアン・コルテスが車を運転していたと伝える。 ビショップはさらに、ワトソンが「マッドマン」という偽名を使い、彼らが「イースト・バリオ」というストリートギャングの一員であることを明かす。 彼らは麻薬取引のために逃亡したと考えられている。 ハーモンはディアスに釈放カードを渡す。 2人が家庭内紛争の現場に出動した際、ハーモンは加害者を脅し、その様子がディアスのボディカメラに記録される。 その後、イースト・バリオと関係のあるマスタングが目撃されたとの無線連絡を受ける。ハーモンは当該車両を発見し、高速で追跡を開始する。車がクラッシュした後、マッドマンが徒歩で逃走し、ディアスは命令を無視して追跡する。ディアスはマッドマンを取り逃がし、その結果、ハーモンに叱責される。また、ハーモンもビショップ警部補から叱責される。ハーモンはディアスに、デルガドがかつて自分の訓練生の一人だったと打ち明ける。 |                                            |                  |                                        |              |
| 2 | "宇宙の法則" "Laws of the Universe"        | エリク・ラ・サル | ティム・ウォルシュ、エリオット・ウルフ | 2025年1月9日 |
| ハーモンとディアスはローランド巡査が襲撃されたストリートテイクオーバーの現場に派遣される。ラスマンとハーモンはこの状況を最善の方法で対処する方法について意見が対立する。ディアスは首謀者を追跡する許可が得られなかったことに苛立つが、ハーモンは安全の重要性を教えるために、デルガドが殺害された現場へ彼を連れて行く。その後、2人は切断された頭部が発見されていたホームレスの野営地で発生した殺人事件に呼ばれる。居住者の一人がハーモンに「保安官」が最近そこに現れ、彼女を探していたと伝える。ディアスとホルトは2人の居住者が争っていたバックパックを捜索し、イースト・バリオに関連するタトゥーが入った手を見つける。ハーモンとディアスはライバルギャングの車両が麻薬を運んでいるところを発見したタイソン・コヤマ巡査部長の支援に向かう。車両に乗っていた一人がデルガドの殺害後にイースト・バリオが姿を消したと話す。シフト明けに、ハーモンはディアスに武装強盗で服役中の兄よりも優れた警官になれると言う。ビショップがハーモンに切断された手がコルテスのものであると確認されたが、マッドマンは依然として行方不明であると伝える。ラスマンはディアスにハーモンが容疑者を脅したところを目撃したかどうか尋ね、家庭内紛争の現場でのボディカメラ映像を見せるがディアスは答えることを拒否する。                                   |                                            |                  |                                        |              |
| 3 | "地獄" "South of Heaven"                   | ブレンナ・マロイ | モリー・マニング                       | 2025年1月9日 |
| ハーモン、ディアス、ホルト、そしてホルトの訓練警官であるバーロウは、斧を使ってセブン-イレブンを強盗した容疑者を追跡する。ディアスは高架歩道の端から突き落とされた通行人を救出するが、自分の拳銃を地面に落としてしまう。後にホルトはディアスの拳銃を返却して報告書にはこの件を記載しないよう提案し、また、ハーモンが信用できないと警告して、彼女の行動のせいで複数の警官（ラスマンの元相棒を含む）が解雇されたと伝える。ディアスはこの疑惑についてハーモンに問いただすが、彼女は防御的な態度を取る。その後、ハーモンはディアスとのこの会話が自身の訓練に悪影響を与えていると感じる。コヤマはハーモンに自分の部隊に空いたポジションを任せたいと伝えるが、彼女は異動が承認されるか疑問を抱いている。また、コヤマは捜査官たちがマッドマンがメキシコに逃亡したと考えていることを伝える。ハーモンはイースト・バリオと関わりのある地元のバーオーナー、スモーキーを訪れる。彼らの会話によってハーモンはマッドマンがまだロングビーチにいると考えるようになる。ハーモンとディアスは地域の車両に火をつけたとされる女性が非難されているホームレスの野営地に戻る。その間、ディアスとホルトが野営地を捜索しているとき、ホルトが誤って針で刺されて過剰摂取を起こしてしまうが、ディアスがホルトにナロキソンを投与して命を救う。              |                                            |                  |                                        |              |
| 4 | "日の当たらない場所" "Unsung"              | ブレンナ・マロイ | ブライアン・ガルシア                   | 2025年1月9日 |
| ホルトは治療を受けた後、長期休暇を取る。ハーモンとディアスはお互いを知る中で、ハーモンの姉がかつて警官だったが、勤務中の負傷をきっかけにロサンゼルスに移ったことをディアスに話す。デルガドの葬儀の後、ハーモンとディアスはモーテルでの揉め事に対応する。容疑者の一人が、前の晩にイースト・バリオのメンバーがそこでパーティーをしていたとハーモンに伝える。彼女はこの情報を活用して、もう一人の容疑者を翻意させ、秘密情報提供者を得る。その情報提供者は、マッドマンがその夜遅くに別のモーテルに現れるとハーモンに伝える。ハーモンとディアスは張り込みを行い、ハーモンは応援を呼ぶ前にモーテルの従業員からマッドマンの部屋番号を入手する。戦術的な急襲を行った際、イースト・バリオの複数のメンバーが見つかり、マッドマンは逃走する。ハーモンは彼を追い、廃墟となったウォルマートで2人は格闘になる。彼女は優位に立ち、マッドマンに銃を突きつけて動きを封じる。その後、ラスマンが応援として到着し、彼を逮捕する。ビショップは、捜査チーム全体が見つけられなかったマッドマンを、ハーモンがどのように単独で発見したのかを問いただす。ハーモンはビショップに、自分たちが同僚ではなく友人として話していると信じて、胸の内を打ち明ける。                                                                                              |                                            |                  |                                        |              |
| 5 | "あなたの救世主ではない" "Not Your Savior" | エリク・ラ・サル | ティファニー・ブラッチャー             | 2025年1月9日 |
| 巡回中、ディアスは母親を訪ね、母親はディアスがマッドマンを逮捕した報復として、イースト・バリオが彼の弟に賞金をかけたことを伝える。ハーモンとディアスは、子供の親権をめぐって争う元夫婦のもとへ出動する。その後、ディアスはハーモンに、弟への賞金を取り下げてもらうためにスモーキーを訪ねることを提案するが、彼女はそれが無駄だと主張する。ハーモンは保護拘置を提案するが、ディアスは弟がそれを受け入れることはないと言う。2人は挙動不審な車を目撃し、運転していたのが病院を無断で退院した状態の悪い患者だったことを突き止める。ディアスが再びスモーキーに会いたいと申し出たことで、ハーモンとディアスは激しい口論になり、2人の間に軋轢が生じる。その時、近くのガソリンスタンドで夫婦が口論しているのを目撃する。夫は自分の体にガソリンをかけて火を放ち、幼い息子を危うく巻き込むところだった。シフト後にハーモンはディアスに、かつてラスマンの元パートナーが容疑者に暴力を振るった際、自分がその場に介入したことを話す。彼女は内部調査には報告しなかったものの、他の警官数名が彼女が報告したと誤解し、その結果解雇された警官もいた。その影響で、ラスマンは警部補への昇進を逃し、代わりにビショップが昇進したのだと説明する。                                                                                                 |                                            |                  |                                        |              |
| 6 | "LAウーマン" "L.A. Woman"                  | エリク・ラ・サル | モリー・マニング                       | 2025年1月9日 |
| 7 | "ウォー・マシン" "War Machine"             | ブレンナ・マロイ | ブライアン・ガルシア、ジョン・コンリー | 2025年1月9日 |
| 8 | "西部の勝利" "How the West Was Won"        | ブレンナ・マロイ | ティム・ウォルシュ、エリオット・ウルフ | 2025年1月9日 |

## 公開
このシリーズは2025年1月9日にAmazon Prime Videoで公開された。

## 評価

### 視聴者
シリーズが公開されて一週間足らずで『オンコール』はアメリカ合衆国内で最も視聴されたPrime Videoの番組となった。

### 批評家の評価
| アグリゲーションサイト | レイティング |
| ---------------------- | ------------ |
| Metacritic             | 56%          |
| Rotten Tomatoes        | 48/100       |

| レビュワー                   | レイティング |
| ---------------------------- | ------------ |
| But Why Tho?                 | 7.5/10       |
| Collider                     | 6/10         |
| シカゴ・トリビューン         | [ 11 ]       |
| コミック・ブック・リソーシズ | 9/10         |
| Looper                       | 3/10         |
| Ready Steady Cut             | [ 14 ]       |

レビュー収集サイトのRotten Tomatoesでは16の批評家によるレビューの56%が肯定的で、平均で5.7/10の評価となった。同サイトでの総評は「『オンコール』は30分という形式のおかげで手軽に楽しめるパトロールだが、その短い上映時間が警察ドラマジャンルにおいて唯一の新しい特徴だ」と記載されている。また、加重平均を採用しているMetacriticでは、8人の批評家によるレビューに基づき、100点満点中48点が付けられ、「賛否両論または平均的なレビュー」とされている。
コミック・ブック・リソーシズにレビューを書いたブリタニー・フレデリックは、この作品がジャンルにありがちな使い古された要素を避けることで独自性を確立しており、短い放送時間が冗長なシーンを排除する助けになっていると評価した。Ready Steady Cut のジョナサン・ウィルソンは、このシリーズを「新しいタイプの警察ドラマで、連続ドラマの要素と手続き型ドラマを融合させたもの。すべてがうまく機能しているわけではないが、全体的には引き締まったスリリングな娯楽作品だ」と評した。
Collider のイザベラ・ソアレスは、ベリサリオとララクエンテのキャラクター同士の化学反応を称賛し、それが「本作の手続きドラマにおけるより人間味あるアプローチの基調を成している」と書いている。一方で、But Why Though の批評家ケイト・サンチェスは、やや賛否の分かれるレビューを執筆し、番組について「カタルシスに欠けているが、複雑さを試みている」と述べている。彼女は、探偵ではなくパトロール警官に焦点を当てることで、観客がより多くの危険を目にすることができると説明する一方で、警察礼賛やギャングの描写を批判した。サンチェスはレビューを締めくくる中で、「この作品はジャンルを再発明するものではないが、その中で十分に力を発揮している」と述べ、エピソード数を増やす方がシリーズにはより適していると考えると付け加えた。
Looper のライダー・アリステアは、『オンコール』のフォーマットを批判し、「全体的なストーリーとエピソードごとの事件が不自然に分断されている」と述べており、また、「継続するストーリーラインのために、放送局の同ジャンル番組のようなエピソード単位の警察ドラマとして楽しむことができず、逆に内容がありきたりでクリシェに依存しすぎていて単独では興味を引けない」と評した。シカゴ・トリビューンに寄稿したニーナ・メッツは、このシリーズについて「警察が不当に非難され、毎日、毎瞬間危険にさらされているという考えを視聴者に売り込むことにあまりに執着しているあまり、まとまりのある、または断片的にでも面白いストーリーを語ることを忘れている」と書いている。さらにメッツは番組の現実性を批判し、その銃撃戦の多さをOK牧場の決闘になぞらえた。